# Sanah śpiewa poezyje
Sanah śpiewa poezyje (zapis stylizowany: sanah śpiewa Poezyje) – czwarty album studyjny polskiej piosenkarki Sanah. Wydawnictwo ukazało się 25 listopada 2022 nakładem wytwórni muzycznej Magic Records w dystrybucji Universal Music Polska.
Album jest utrzymany w stylu muzyki pop i poezji śpiewanej. Składa się z wersji standardowej (1 CD) i płyty analogowej z dziesięciu wierszy autorstwa różnych poetów.
Płyta zadebiutowała na 1. miejscu polskiej listy sprzedaży – OLiS. Wydawnictwo uzyskało status diamentowej płyty, przekraczając liczbę 150 tysięcy sprzedanych kopii.
Nagrania były promowane singlami: „Rozwijając Rilkego”, „Hymn”, „Do * w sztambuch”, „Nic dwa razy”, „(I) Da Bóg kiedyś zasiąść w Polsce wolnej”, „Warszawa”, „Bajka”, „Eldorado”, „Kamień” i „
(II) Da Bóg kiedyś zasiąść w Polsce wolnej”.

## Lista utworów
| Sanah śpiewa poezyje – Wersja standardowa | Sanah śpiewa poezyje – Wersja standardowa    | Sanah śpiewa poezyje – Wersja standardowa | Sanah śpiewa poezyje – Wersja standardowa        | Sanah śpiewa poezyje – Wersja standardowa |
| Nr                                        | Tytuł utworu                                 | Słowa                                     | Muzyka                                           | Długość                                   |
| ----------------------------------------- | -------------------------------------------- | ----------------------------------------- | ------------------------------------------------ | ----------------------------------------- |
| 1.                                        | „Rozwijając Rilkego”                         | Jacek Cygan                               | Zuzanna Jurczak, Marek Dziedzic                  | 2:34                                      |
| 2.                                        | „Hymn”                                       | Juliusz Słowacki                          | Zuzanna Jurczak                                  | 4:12                                      |
| 3.                                        | „Do * w sztambuch”                           | Adam Mickiewicz                           | Zuzanna Jurczak, Thomas Martin Leithead-Docherty | 3:25                                      |
| 4.                                        | „Nic dwa razy”                               | Wisława Szymborska                        | Zuzanna Jurczak                                  | 3:09                                      |
| 5.                                        | „(I) Da Bóg kiedyś zasiąść w Polsce wolnej”  | Jan Lechoń                                | Zuzanna Jurczak                                  | 3:04                                      |
| 6.                                        | „Warszawa”                                   | Julian Tuwim                              | Zuzanna Jurczak, Jakub Galiński                  | 1:44                                      |
| 7.                                        | „Bajka”                                      | Krzysztof Kamil Baczyński                 | Zuzanna Jurczak, Arkadiusz Kopera                | 4:39                                      |
| 8.                                        | „Eldorado”                                   | Edgar Allan Poe                           | Zuzanna Jurczak, Arkadiusz Kopera                | 2:15                                      |
| 9.                                        | „Kamień”                                     | Adam Asnyk                                | Zuzanna Jurczak, Thomas Martin Leithead-Docherty | 4:07                                      |
| 10.                                       | „(II) Da Bóg kiedyś zasiąść w Polsce wolnej” | Jan Lechoń                                | Zuzanna Jurczak                                  | 1:59                                      |
|                                           |                                              |                                           |                                                  | 31:08                                     |

Uwagi:
- „Rozwijając Rilkego”: wiersz autorstwa Jacka Cygana na podstawie twórczości Rainera Rilkego.
- „Hymn”: wiersz autorstwa Juliusza Słowackiego pt. Hymn (Smutno mi, Boże...).
- „Do * w sztambuch”: wiersz autorstwa Adama Mickiewicza pt. Do *, w sztambuch.
- „Nic dwa razy”: wiersz autorstwa Wisławy Szymborskiej.
- „(I) Da Bóg kiedyś zasiąść w Polsce wolnej”: wiersz autorstwa Adama Asnyka pt. Da Bóg kiedyś zasiąść w Polsce wolnej z cyklu Polonia Resurrecta – Jana Lechonia.
- „Warszawa”: wiersz autorstwa Juliana Tuwima.
- „Bajka”: wiersz autorstwa Krzysztofa Kamila Baczyńskiego pt. Bajka.
- „Eldorado”: wiersz autorstwa Edgara Allana Poego pt. Eldorado w tłumaczeniu Antoniego Langego.
- „Kamień”: wiersz autorstwa Adama Asnyka pt. Kamień.
- „(II) Da Bóg kiedyś zasiąść w Polsce wolnej”: wiersz autorstwa Adama Asnyka pt. Da Bóg kiedyś zasiąść w Polsce wolnej z cyklu Polonia Resurrecta – Jana Lechonia.

## Pozycje na listach sprzedaży
| Kraj   | Lista (2022–23)          | Najwyższa pozycja |
| ------ | ------------------------ | ----------------- |
| Polska | OLiS – albumy            | 1                 |
| Polska | OLiS – albumy fizycznie  | 1                 |
| Polska | OLiS – albumy w streamie | 2                 |
| Polska | OLiS – albumy – winyle   | 1                 |

| Kraj   | Lista (2022)             | Pozycja |
| ------ | ------------------------ | ------- |
| Polska | OLiS – albumy            | 5       |
| Polska | Lista (2023)             | Pozycja |
| Polska | OLiS – albumy            | 4       |
| Polska | OLiS – albumy fizycznie  | 3       |
| Polska | OLiS – albumy w streamie | 9       |
| Polska | OLiS – albumy – winyle   | 9       |
| Polska | Lista (2024)             | Pozycja |
| Polska | OLiS – albumy            | 56      |
| Polska | OLiS – albumy fizycznie  | 70      |
| Polska | OLiS – albumy w streamie | 84      |
| Polska | OLiS – albumy – winyle   | 76      |

## Certyfikat
| Kraj          | Certyfikat       | Sprzedaż |
| ------------- | ---------------- | -------- |
| Polska (ZPAV) | diamentowa płyta | 150 000+ |

## Wyróżnienia
| Rok  | Konkurs        | Kategoria                                | Rezultat |
| ---- | -------------- | ---------------------------------------- | -------- |
| 2023 | Fryderyki 2023 | Album roku piosenka poetycka i literacka | Wygrana  |